# Hosszúlábú denevér
A hosszúlábú denevér vagy hosszúlábú egérfülű-denevér (Myotis capaccinii) az emlősök (Mammalia) osztályának a denevérek (Chiroptera) rendjébe, ezen belül a kis denevérek (Microchiroptera) alrendjébe és a simaorrú denevérek (Vespertilionidae) családjába tartozó faj.

## Előfordulása
Melegkedvelő faj, a Földközi-tenger térségében helyettesíti a vízi denevért. Spanyolországban, Olaszországban és a Balkánon, Dél-Franciaországban, Svájc déli területein, Észak-Afrikában, Turkesztánban, Iránban, és az Amu-Darja alsó folyásánál található meg. Magyarországhoz legközelebb az al-dunai barlangokban és Horvátország déli részein fordul elő.

## Megjelenése
Testhossza 4,5 - 5,3 centiméter, farokhossza 3,5 - 3,8 centiméter, magassága 1 - 1,2 centiméter, alkarhossza 3,9 - 4,4 centiméter és testtömege 8 - 12 gramm. Nagyon hasonlít a vízi denevérre, de valamivel nagyobb, lába hosszabb, rajta a szőrzet erősebb, különösen a hátsó lábak között feszülő farokvitorlán, amelyen az utolsó farokcsigolya túlnyúlik. Lágy szerkezetű szőrzete egérszürke színű, ez tipikusan, csak erre a fajra jellemző.

## Életmódja
Éjszakai életmódot él, tápláléka rovarokból áll. Téli álmát barlangokban alussza.